# لو لومباردو
لو لومباردو (انگلیسی: Lou Lombardo؛ ۱۵ فوریهٔ ۱۹۳۲ – ۸ مهٔ ۲۰۰۲) یک تدوین‌گر اهل ایالات متحده آمریکا بود.

## گزیده فیلم‌شناسی
- این گروه خشن (سام پکینپا-۱۹۶۹)
- سرود کیبل هوگ (پکینپا-۱۹۷۰)
- آفتاب سرخ (ترنس یانگ-۱۹۷۱)
- خداحافظی طولانی (فیلم ۱۹۷۳) (رابرت آلتمن-۱۹۷۳)
- دزدانی مثل ما (آلتمن-۱۹۷۴)
- رولت روسی (فیلم) (لومباردو-۱۹۷۵)
- پرنده سیاه (دیوید گیلر-۱۹۷۵)
- فقط یکی از پسرها (لیزا گوتلیب-۱۹۸۵)
- ماه‌زده (نورمن جویسون-۱۹۸۷)
- در کشور (جویسون-۱۹۸۹)
- بی‌دفاع (مارتین کمبل-۱۹۹۱)
- پول دیگران (جویسون-۱۹۹۱)